# Burg Ehrenfels (Kammern im Liesingtal)
Die Burg Ehrenfels ist eine Höhenburg bei Kammern im Liesingtal, einer Marktgemeinde mit 1673 Einwohnern (Stand 1. Jänner 2024) im österreichischen Bundesland Steiermark.

## Lage
Die Burg Ehrenfels liegt über der Gföhler Wand bei Kammern in rund 1150 Metern Höhe. Von der benachbarten Burg Kamerstein (auch Kammerstein) führt ein schmaler, steiler Pfad zur Burg. Die Anlage ist von  senkrechten Felshängen, auch sonst von steilem, schwer zugänglichem Gelände umgeben und ist bis auf Reste des Bergfrieds nahezu vollständig zerstört.

## Geschichte
Die Burg gehörte zu den Besitztümern der Ehrenfels, die aus dem Kanton Graubünden in der Schweiz einwanderten. Sie wird als deren Stammfeste bezeichnet und ist urkundlich 1229 erwähnt. Die Ehrenfels waren Lehensleute des Hochstiftes Bamberg. Im Aufstand des Landsberger Bundes 1292 gegen Herzog Albrecht I. standen sie auf der Seite der Aufständischen und waren nach dessen Niederschlagung verpflichtet, dem Stift Admont durch Übergabe von Gütern Entschädigungen zu leisten.
Wulfing von Ehrenfels war von 1356 bis 1362 bambergischer Pfleger und Vizedom in St. Leonhard im Lavanttal. Seine vier Söhne bauten das Elternhaus zu einem befestigten Schloss aus. Zwei dieser Brüder waren berüchtigte Wegelagerer und Freibeuter. So fassten sie beispielsweise Bischof Albert von Passau, den Herzog Albrecht II. zu seiner Trauung in Wien eingeladen hatte, unterwegs in St. Pölten ab und hielten ihn fast ein Jahr auf Schloss Kammer in der Obersteiermark gefangen, um Lösegeld zu erpressen. Sie wurden dafür samt ihren Helfershelfern in Salzburg und Passau mit dem Kirchenbann belegt. Herzog Albrecht befreite den Bischof und machte ihrem Treiben ein Ende.
Ein anderes Mitglied der Familie war ab 1381 Bischof von Basel und ab 1411 Bischof von Lavant: Wolfhard von Ehrenfels. Die Familie Ehrenfels starb 1422 aus. 1439 wird die Burg noch als „Veste Ernvels“ genannt, um 1500 noch als „oberes Gsloss“. In der Zeit danach dürfte sie verlassen und aufgegeben worden sein.

## Nachweise
- Virtuelle Tour durch die gesamte Anlage (auch mit VR-Brille wie Quest 3) auf burgen.erhartc.net
- Werner Murgg: Burgruinen der Steiermark. In: Nikolaus Hofer (Hrsg.): Fundberichte aus Österreich. Materialhefte Reihe B Band (FÖMat B 2, 2009). Herausgegeben vom Bundesdenkmalamt, Abteilung für Bodendenkmale. Verlag Berger, Wien 2009, ISSN 1993-1263, S. 96–97.
- Kurt Woisetschläger, Peter Krenn: Dehio Handbuch – Die Kunstdenkmäler Österreichs: Steiermark (ohne Graz). Topographisches Denkmälerinventar, hrsg. vom Bundesdenkmalamt, Abteilung für Denkmalforschung. Verlag Anton Schroll, Wien 1982, ISBN 3-7031-0532-1, S. 210.
- Burgruine Ehrenfels auf burgenseite.com
- Kammern im Liesingtal: Kleine Geschichte unserer Heimatgemeinde